# Дробницкий, Олег Григорьевич
Оле́г Григо́рьевич Дробни́цкий (18 января 1933, Мытищи — 3 марта 1973) — советский философ, специалист в области этики. Доктор философских наук (1969). Профессор МГУ. 

## Биография
В 1963 году в Институте философии АН СССР защитил диссертацию на соискание учёной степени кандидата философских наук по теме «Критика интуитивистского направления в современной буржуазной этике», а в 1969 году там же диссертацию на соискание учёной степени доктора философских наук по теме «Моральное сознание (Вопросы специфики, природы, логики и структуры нравственности. Критика буржуазных концепций морали)».
В 1963–1973 годы — научный сотрудник сектора научной информации Института философии АН СССР. 
Читал лекционные курсы на философском факультете МГУ имени М. В. Ломоносова, в том числе специальный курс «Критика современной буржуазной этики». 
Погиб в авиакатастрофе.
Сын Дмитрий (род. 1968) — политолог и писатель.

## Научные труды
Автор статей в Большой советской энциклопедии, «Философской энциклопедии» и шеститомном труде «История философии». Многие работы О. Г. Дробницкого стали классикой советской этической литературы. Некоторые книги были переведены на иностранные языки.

### Монографии
- Оправдание безнравственности. Критические очерки о современной буржуазной этике. М.: Политиздат,1963. 112 с.
- Критика современных буржуазных этических концепций. М.: Высшая школа, 1967, 383 с. (Соавтор Т. А. Кузьмина).
- Мир оживших предметов: Проблема ценности и марксистская философия. М.: Политиздат, 1967. 351 с.
Рецензия: Koper, Roman. O naukowy autorytet aksjologii (Oleg G. Drobnickij, Mir ożiwszich priedmietow). Etyka, t. 6, 180-185, 1970.  (пол.)
- Понятие морали. М.: Наука. 1974. 388 с. (Перепечатано: Моральная философия: Избранные труды / Сост. Р. Г. Апресян. М.: Гардарики, 2002. С. 11-344.)
- Проблемы нравственности / Отв. ред. Т. А. Кузьмина. М.: Наука, 1977. 333 с.
- Моральная философия: Избранные труды / Сост. Р. Г. Апресян. М.: Гардарики, 2002. 523 с.

### Энциклопедии и словари
- Авторитет // Философская энциклопедия / Гл. ред. Ф. В. Константинов. Т. 1. — М.: Советская энциклопедия, 1960. — С. 21.
- Дисциплина // Философская энциклопедия / Гл. ред. Ф. В. Константинов. Т. 2. — М.: Советская энциклопедия, 1962. — С. 21–23. (Соавт. В. Морозов.)
- Долг // Философская энциклопедия / Гл. ред. Ф. В. Константинов. Т. 2. — М.: Советская энциклопедия, 1962. — С. 49–51. (Соавт. В. Морозов, И. С. Кон.)
- Космическая телеология // Философская энциклопедия / Гл. ред. Ф. В. Константинов. — М.: Советская энциклопедия, 1964. — Т. 3. — С. 68.
- Нравственная деятельность // Философская энциклопедия / Гл. ред. Ф. В. Константинов. — М.: Советская энциклопедия, 1967. — Т. 4. — С. 100.
- Нравственное сознание // Философская энциклопедия / Гл. ред. Ф. В. Константинов. — М.: Советская энциклопедия, 1967. — Т. 4. — С. 100–102.
- Нравственной санкции теории // Философская энциклопедия / Гл. ред. Ф. В. Константинов. — М.: Советская энциклопедия, 1967. — Т. 4. — С. 102.
- Нравственные отношения // Философская энциклопедия / Гл. ред. Ф. В. Константинов. — М.: Советская энциклопедия, 1967. — Т. 4. — С. 102–103.
- Нравы // Философская энциклопедия / Гл. ред. Ф. В. Константинов. — М.: Советская энциклопедия, 1967. — Т. 4. — С. 103.
- Обычай // Философская энциклопедия / Гл. ред. Ф. В. Константинов. — М.: Советская энциклопедия, 1967. — Т. 4. —  С. 126—127. (Соавтор Ю. А. Левада.)
- Оптимизм и пессимизм // Философская энциклопедия / Гл. ред. Ф. В. Константинов. — М.: Советская энциклопедия, 1967. — Т. 4. — С. 157–159.
- Ритуал // Философская энциклопедия / Гл. ред. Ф. В. Константинов. — М.: Советская энциклопедия, 1967. — Т. 4. — С. 512–513. (Соавтор Ю. А. Левада.)
- Совесть // Философская энциклопедия / Гл. ред. Ф.В.Константинов. — М.: Советская энциклопедия, 1970. — Т. 5. — С. 41–42.
- Справедливость // Философская энциклопедия / Гл. ред. Ф.В.Константинов. — М.: Советская энциклопедия, 1970. — Т. 5. — С. 119–120. (Соавтор Ф. Селиванов)
- Утилитаризм // Философская энциклопедия / Гл. ред. Ф.В.Константинов. — М.: Советская энциклопедия, 1970. — Т. 5. — С. 290-291.
- Ценность // Философская энциклопедия / Гл. ред. Ф.В.Константинов. — М.: Советская энциклопедия, 1970. — Т. 5. — С. 462-463.
- Цинизм // Философская энциклопедия / Гл. ред. Ф.В.Константинов. — М.: Советская энциклопедия, 1970. — Т. 5. — С. 466.
- Эгоизм // Философская энциклопедия / Гл. ред. Ф.В.Константинов. — М.: Советская энциклопедия, 1970. — Т. 5. — С. 534.
- Эгоизма теории // Философская энциклопедия / Гл. ред. Ф.В.Константинов. — М.: Советская энциклопедия, 1970. — Т. 5. — С. 534–535.
- Эмотивизм // Философская энциклопедия / Гл. ред. Ф.В.Константинов. — М.: Советская энциклопедия, 1970. — Т. 5. — С. 552–553.
- Этика // Философская энциклопедия / Гл. ред. Ф.В.Константинов. — М.: Советская энциклопедия, 1970. — Т. 5. — С. 582–588. 
  - Перепечатано: Проблемы нравственности / Отв. ред. Т.А.Кузьмина. М.: Наука, 1977. С. 3–17.
- Этика эволюционная // Философская энциклопедия / Гл. ред. Ф.В.Константинов. — М.: Советская энциклопедия, 1970. — Т. 5. — С. 588.
- Альтруизм // Большая советская энциклопедия. — М.: Советская энциклопедия, 1970. — Т. 1. — С. 485.
- Долг // Большая советская энциклопедия. — М.: Советская энциклопедия, 1972. — Т. 8. — С. 406.
- Мораль // Большая советская энциклопедия. — М.: Советская энциклопедия, 1974. — Т. 16. — С. 559–561. 
  - Перепечатано: Проблемы нравственности / Отв. ред. Т. А. Кузьмина. — М.: Наука, 1977. — С. 17–24.
- Оптимизм и пессимизм // Большая советская энциклопедия. — М.: Советская энциклопедия, 1974. — Т. 18. — С. 450–451.
- Утилитаризм // Большая советская энциклопедия. — М.: Советская энциклопедия, 1977. — Т. 27. — С. 138.
- Ценность // Большая советская энциклопедия. — М.: Советская энциклопедия, 1978. — Т. 28. — С. 491–492.
- Эгоизм // Большая советская энциклопедия. — М.: Советская энциклопедия, 1978. — Т. 29. — С. 563.
- Этика // Большая советская энциклопедия. — М.: Советская энциклопедия, 1978. — Т. 30. — С. 291–293. (Соавтор В. Г. Иванов).
- Краткий словарь по этике / Общ. ред. О. Г. Дробницкого, И. С. Кона. — М.: Политиздат, 1965. — 543 с.
  - 2-е изд. — М.: Политиздат, 1970. — 398 с.

### Статьи
- Дробницкий О. Г. Буржуазные этические концепции // Глава VIII. Кризис современной буржуазной социологии, эстетики, этики, идеалистических концепций философии истории и истории философии / Под ред. М. А. Дынника и др.. — М. : Изд-во Акад. наук СССР, 1965. — Т. VI, кн. 2. История философии. — С. 185—199. — 17 000 экз.
- Дискуссия по проблемам этики // Вопросы философии. 1971. № 4. С. 132—135.
Перевод: Soviet-British Discussions on Problems of Ethics // Soviet Studies In Philosophy. 1971. Vol. 10. Issue 2. P. 187—194.
- О. Г. Дробницкий. Философия и моральное воззрение на мир // Философия и ценностные формы сознания (Критический анализ буржуазных концепций природы философии) / Ответственный редактор Б. Т. Григорьян. — М. : Наука, 1978. — С. 86-156. — 348 с. — 5600 экз.
Рецензия: Katvan, Z. (1983). Review of Filosofija i cennostnye formy soznanija. Studies in Soviet Thought, 25(1), 72–75.
- Chapter 89. Ethics :  [англ.] // Themes in Soviet Marxist Philosophy. — Vol. 37. — P. 185–199.